# 下马格什塔特
下马格什塔特（法語：Magstatt-le-Bas，发音：[makʃtat lə ba]；德语：Niedermagstatt）是法国上莱茵省的一个市镇，属于米卢斯区（Mulhouse）布伦什塔特县（Brunstatt）。该市镇总面积3.35平方公里，2009年时的人口为467人。

## 人口
下马格什塔特人口变化图示